# Acronicta snowi
Acronicta snowi är en fjärilsart som beskrevs av William Burgess Pryer. Acronicta snowi ingår i släktet Acronicta och familjen nattflyn. Inga underarter finns listade i Catalogue of Life.